# Boxe nos Jogos Pan-Americanos de 2023 - Até 71 kg masculino
A competição da categoria até 71 kg masculino  do boxe nos Jogos Pan-Americanos de 2023 em Santiago, Chile, foi realizada de 22 a 27 de outubro no Centro de Treinamento Olímpico. Um total de 15 boxeadores de 15 CONs competiram.
Os dois finalistas se classificaram aos Jogos Olímpicos de Verão de 2024 em Paris, França.

## Qualificação
Houve uma cota de 130 boxeadores para a competição (10 por categoria). O país-sede (Chile) recebeu vagas automáticas para todos os eventos. O restante das vagas foram concedidas através de diversos torneios qualificatórios. Todavia, o Comitê Olímpico Internacional decidiu posteriormente que a competição seria um evento de registro aberto, o que significava que um CON poderia inscrever um boxeador diretamente no torneio.

## Formato da competição
Como todos os eventos pan-americanos de boxe, a competição é um torneio direto de eliminação. Ambos os perdedores da semifinal recebem medalhas de bronze, então nenhum boxeador compete novamente após a primeira derrota. Os combates consistem em um sistema de pontuação em 3 rounds, onde o vencedor de cada round deve receber 10 pontos e o perdedor uma quantidade menor. Cinco juízes avaliam cada luta. O vencedor será o boxeador que mais marcou no final da partida.

## Medalhistas
| Ouro   | MEX Marco Verde                          |
| Prata  | ECU José Rodríguez                       |
| Bronze | PAN Eduardo Beckford CAN Junior Petanqui |

## Resultados
Os pugilistas se enfrentam em lutas eliminatórias até a definição dos medalhistas. Os perdedores das semifinais conquistam automaticamente as medalhas de bronze.
|  | Oitavas de final          | Oitavas de final          | Oitavas de final |  |  | Quartas de final       | Quartas de final       | Quartas de final   |   |                      | Semifinais           | Semifinais      | Semifinais |  |  | Final | Final | Final |
|  |                           |                           |                  |  |  |                        |                        |                    |   |                      |                      |                 |            |  |  |       |       |       |
|  |                           |                           |                  |  |  |                        |                        |                    |   |                      |                      |                 |            |  |  |       |       |       |
|  |                           |                           |                  |  |  | PAN Eduardo Beckford   | PAN Eduardo Beckford   | RSC                |   |                      |                      |                 |            |  |  |       |       |       |
|  | DOM Jhonny Fernández      | DOM Jhonny Fernández      | 0                |  |  | COL Jhonatan Arboleda  | COL Jhonatan Arboleda  |                    |   |                      |                      |                 |            |  |  |       |       |       |
|  | COL Jhonatan Arboleda     | COL Jhonatan Arboleda     | 5                |  |  |                        |                        |                    |   | PAN Eduardo Beckford | PAN Eduardo Beckford | 0               |            |  |  |       |       |       |
|  | CUB Jorge Cuéllar         | CUB Jorge Cuéllar         | 0                |  |  |                        | MEX Marco Verde        | MEX Marco Verde    | 5 |                      |                      |                 |            |  |  |       |       |       |
|  | MEX Marco Verde           | MEX Marco Verde           | 5                |  |  | MEX Marco Verde        | MEX Marco Verde        | 5                  |   |                      |                      |                 |            |  |  |       |       |       |
|  | PUR Ángel Llanos          | PUR Ángel Llanos          | 0                |  |  | USA Omari Jones        | USA Omari Jones        | 0                  |   |                      |                      |                 |            |  |  |       |       |       |
|  | USA Omari Jones           | USA Omari Jones           | 4                |  |  |                        |                        |                    |   |                      | MEX Marco Verde      | MEX Marco Verde | 5          |  |  |       |       |       |
|  | HAI Darrius Jackson       | HAI Darrius Jackson       | 0                |  |  |                        | ECU José Rodríguez     | ECU José Rodríguez | 0 |                      |                      |                 |            |  |  |       |       |       |
|  | VEN Christiann Palacio    | VEN Christiann Palacio    | 5                |  |  | VEN Christiann Palacio | VEN Christiann Palacio | 1                  |   |                      |                      |                 |            |  |  |       |       |       |
|  | TTO Aaron Prince          | TTO Aaron Prince          | 0                |  |  | CAN Junior Petanqui    | CAN Junior Petanqui    | 4                  |   |                      |                      |                 |            |  |  |       |       |       |
|  | CAN Junior Petanqui       | CAN Junior Petanqui       | 5                |  |  |                        |                        |                    |   | CAN Junior Petanqui  | CAN Junior Petanqui  | 0               |            |  |  |       |       |       |
|  | ARG Joel Mafauad          | ARG Joel Mafauad          | KO               |  |  |                        | ECU José Rodríguez     | ECU José Rodríguez | 4 |                      |                      |                 |            |  |  |       |       |       |
|  | CHI Tomás Barros          | CHI Tomás Barros          |                  |  |  | ARG Joel Mafauad       | ARG Joel Mafauad       | 0                  |   |                      |                      |                 |            |  |  |       |       |       |
|  | BRA Wanderson de Oliveira | BRA Wanderson de Oliveira | 1                |  |  | ECU José Rodríguez     | ECU José Rodríguez     | 5                  |   |                      |                      |                 |            |  |  |       |       |       |
|  | ECU José Rodríguez        | ECU José Rodríguez        | 4                |  |  |                        |                        |                    |   |                      |                      |                 |            |  |  |       |       |       |